# Peter Hanson

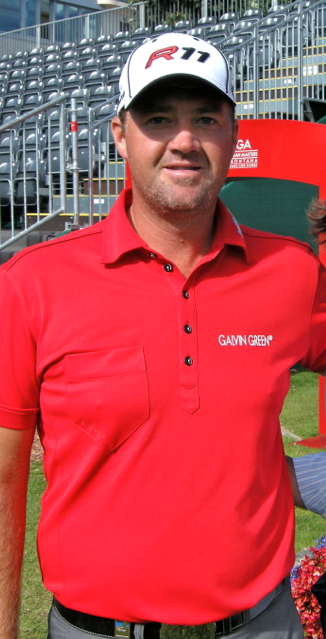
Hanson 2011.

Peter Hanson, född 4 oktober 1977 i Svedala, Sverige, är en svensk professionell golfspelare. Hanson har representerat Europa i Ryder Cup två gånger, och har vunnit sex tävlingar på Europatouren. Han har som bäst varit rankad som 17:e i världen.

## Biografi

### Amatörkarriär
Hanson vann som amatör Västerås Open 1997 på 194 slag (-13 under par), med sex slag över tvåan. Året därpå, 1998, vinner han Husqvarna Open på 198 slag (-12 under par). Hansson försvarar senare i augusti sin titel i Västerås Open, genom att avsluta med 65 slag på tredje tävlingsvarvet. Senare under säsongen vinner han amatörtävlingen Brabazon Trophy at Formby, och representerade Sverige i Eisenhower Trophy samma år.

### Professionell karriär
Hanson blev professionell 1998 och har sedan dess spelat på Challengetouren och Europatouren, men även på PGA Touren under 2012. Innan dess spelade Hanson på Telia Tour mellan åren 1996 till 2000, där han vann fyra tävlingar. År 2000 spelade Hanson även på Challengetouren, för att 2001 spela på Europatouren, vilken han kvalificerade sig genom qualifying school hösten år 2000.
Hansons första seger på Challengetouren var Günther Hamburg Classics år 2001, en tävling han deltog i då han inte lyckades kvalificera sig till British Open som spelades samma vecka.
Efter en dålig säsong 2002, så spelade Hanson på Challengetouren under 2003 års säsong. Under 2004 spelade han återigen på Europatouren, och placerade sig top-5 på tre tävlingar, varav en andraplats i Scandinavian Masters på Barsebäck Golf & Country Club.
Hansons första seger på Europatouren kom 2005, i Jazztel Open de España en Andalucía. Han representerade kontinentala Europa i lagtävlingen Seve Trophy, som var en lagtävling mellan kontinentala Europa mot Storbritannien och Irland. Hansons andra seger på Europatouren kom 2008 när han vann SAS Masters på Arlandastad Golfklubb med ett slag över Pelle Edberg och Nick Dougherty. Under 2010 vann Hanson två tävlingar: Czech Open och Iberdrola Open Cala Millor Mallorca.
Under 2012 blev Hanson erbjuden att spela på PGA Touren som tillfällig medlem, vilket han accepterade. I april 2012 noterade Hanson sin bästa placering i en majortävling, när han blev delad 3:a i US Masters. Efter att ha spelat det tredje tävlingsvarvet på 65 slag var Hanson i ensam ledning inför finalrundan, där han gick i ledarboll tillsammans med Phil Mickelson.
Hanson vann senare under 2012 två tävlingar på Europatouren: KLM Open i Nederländerna och senare BMW Masters i Shanghai. Hanson representerade Europa i Ryder Cup 2012, en upplaga Europa vann och som spelades på Medinah Country Club.

## Vinster

### Europatouren
| Nr | Datum       | Tävling                             | Resultat        | Mot par | Segermarginal | Runner(s)-up                    |
| -- | ----------- | ----------------------------------- | --------------- | ------- | ------------- | ------------------------------- |
| 1  | 17 Apr 2005 | Jazztel Open de España en Andalucía | 70-68-71-71=280 | −8      | Särspel       | Peter Gustafsson                |
| 2  | 17 Aug 2008 | SAS Masters                         | 66-66-68-71=271 | −9      | 1 slag        | Nick Dougherty, Pelle Edberg    |
| 3  | 16 maj 2010 | Iberdrola Open Cala Millor Mallorca | 72-69-67-66=274 | −6      | Särspel       | Alejandro Cañizares             |
| 4  | 22 Aug 2010 | Czech Open                          | 67-70-67-74=278 | −10     | Särspel       | Gary Boyd, Peter Lawrie         |
| 5  | 9 Sep 2012  | KLM Open                            | 66-66-67-67=266 | −14     | 2 slag        | Pablo Larrazábal, Richie Ramsay |
| 6  | 28 Okt 2012 | BMW Masters                         | 66-64-70-67=267 | −21     | 1 slag        | Rory McIlroy                    |

### Challengetouren
| Nr | Datum       | Tävling                  | Resultat        | Mot par | Segermarginal | Runner-up          |
| -- | ----------- | ------------------------ | --------------- | ------- | ------------- | ------------------ |
| 1  | 22 Jul 2001 | Günther Hamburg Classics | 66–69–64–66=265 | –23     | 3 slag        | Robert-Jan Derksen |

### Övriga vinster
- 1997 Västerås Open (Telia Tour)
- 1998 Västerås Open, Husqvarna Open (Telia Tour)
- 1999 Telia Grand Open (Telia Tour)
- 2000 Russian Cup (Nordiska Ligan)

Källa:

## Lagtävlingar
Amatör
- Eisenhower Trophy (representerade Sverige): 1998

Professional
- Seve Trophy (representerade kontinentala Europa): 2005, 2007, 2009, 2011
- World Cup (representerade Sverige): 2007, 2013
- Royal Trophy (representerade Europa): 2010, 2011
- Ryder Cup (representerade Europa): 2010, 2012.